# Luftstreitkräfte
|  | Denne side handler om Det tyske kejserriges luftvåben (1910-1919). For det tyske flyvevåben efter 1. verdenskrig, se Luftwaffe. For luftvåbnet i DDR, se Luftstreitkräfte der Nationalen Volksarmee |
Deutsche Luftstreitkräfte (Det Tyske Luftvåben, i perioden indtil oktober 1916 kaldet Fliegertruppen des deutschen Kaiserreiches (Det Tyske Kejserriges Flyvetropper) eller blot Die Fliegertruppe) var Det Tyske Kejserriges flyvevåben under 1. verdenskrig (1914–18). Luftstreitkräfte var en integreret del af Det tyske kejserriges hær og benyttede konventionelle fly, observationsballonner og luftskibe. Kejserrigets flåde, Kaiserliche Marine, råede ligeledes over flyenheder, men disse var organiseret under flåden under Marine-Fliegerabteilung.

## Grundlæggelse og tiden frem til 1. verdenskrig
Den prøjsiske hær oprettede i 1884 et "Ballondétachement"; en militær enhed, der anvendte observationsballonner i krigsførelsen. I 1887 blev etableret en enhed for luftskibe, der i 1901 blev omdannet til en luftskibsbatallion med hjemsted i Flugplatz Döberitz.
Den 1. maj 1910 blev konventionelle fly taget i anvendelse i hæren gennem etablering af "Provisorische Militärfliegerschule Döberitz", hvor de første flyvninger blev gennemført. Året efter dannedes "Inspektion des Militär-Luft- und Kraftfahrzeugwesens (ILuK)", der skulle koordinere og videreudvikle hærens aktiviteter indenfor flyvning og luftskibe. I 1912 blev "Königlich-Preußische Fliegertruppe" etableret det indgik i samarbejde med hærenheder fra Sachsen, Württemberg og flyvertropper fra den bayerske hær og i 1913 blev "Inspektion der Fliegertruppen (IdFlieg)" adskilt fra luftskibsaktiviteterne.
Ideen med flyene i IdFlieg var oprindeligt at foretage rekognoscering, herunder at foretage observation af fjendens artilleristillinger på jorden, på samme måde som man under Den fransk-preussiske krig i 1870–1871 havde foretaget observationer med balloner.
IdFlieg fik i oktober 1916 navnet Luftstreitkräfte.

## Organisation
De tidlige enheder i Luftstreitkräfte har til opgave at udføre observation af fjendens stillinger. Enhederne blev benævnt "Feldflieger Abteilung" ("Feltflyver enhed") og bestod hver af seks fly (type A og/eller B-klasse) og de skulle hver levere information til en lokal hærenhed på jorden. Enhederne havde ofte det samme nummer som den tilknyttede hærenhed. Organisationen af Luftstreitkräfte blev ændret markant i takt med krigens forløb og udviklingen i militær taktik og den tekniske udvikling inden for flyfremstilling. Det udviklede system for Luftstreitkräfte ved afslutningen af 1. verdenskrig dannede basis for organisationen af Det Tredje Riges Luftwaffe, da dette blev formelt dannet i 1935.
Som følge af Vestmagternes overtag i luftrummet over Vestfronten blev det tyske flyvevåben omorganiseret i 1916 gennem etablering af en række specialenheder, herunder særlige enheder med en-sædede jagerfly, såkaldte "Jagdstaffel", eller forkortet "Jasta".
Den første indsættelse af jagerfly fandt sted i sommeren 1915, da Feldflieger Abteilung blev udstyret med nye Fokker Eindecker, der fik betegnelsen Fokker M.5K/MG. Opbygningen af enheder med jagerfly af typen Eindecker gik hurtigt, og flyene blev blandt andet givet til flyveresser som Max Immelmann, der modtog sin Eindecker med IdFlieg serienummer E.13/15 i august 1915.
Egentlige specialistenheder med kun jagerfly opstod i februar 1916 med oprettelsen af Kampfeinsitzer Kommando (forkortet KEK). Disse enheder blev udstyret med Eindeckere og nye jagerfly, der blev udviklet under krigen, herunder monoplaner fra Pfalz Flugzeugwerke. Jagerenhederne blev placeret på strategisk vigtige steder på Vestfronten, herunder ved Vaux, Avillers, Jametz, Cunel, hvor de fungerede som Luftwachtdienst ("luftvagtstjeneste"). I sensommeren 1916 blev jagerenhederne yderligere styrket gennem oprettelse af såkaldte Jagdstaffeln, der blev drevet af de fire tyske kongedømmer Preussen, Bayern, Württemberg og Sachsen indtil krigsafslutningen.
Den 24. juni 1917 etablerede Luftstreitkräfte sin første flyflotille ved sammenlægning af fire Jasta'er, og senere blev en række Jasta'er organisatorisk sluttet sammen i flotiller. Omorganiseringen af flystyrkerne og jagerenhederne indebar, at Tyskland fik generobret luftherredømmet i en periode, men fremkomsten af nye flytyper på allieret side, særlig den engelske Sopwith Camel, indebar, at Tyskland mod krigens afslutning havde vanskeligt ved at dominere.

## Fly
Under krigen benyttede Luftstreitkräfte en lang række forskellige fly. Jagerflyene var oftest fra Albatros-Flugzeugwerke, Fokker, Pfalz Flugzeugwerke og Siemens-Schuckert, rekognosceringsfly fra Aviatik, DFW og Rumpler og to-sædet jagere fra Halberstädter Flugzeugwerke og Hannoversche Waggonfabrik. Der blev også benyttet bombefly, primært to-motorede fly fra Gothaer Waggonfabrik og de store bombere fra Zeppelin-Staaken.

## Materiel
Ved afslutningen af 1. verdenskrig rådede Luftstreitkräfte over 2.709 fly ved frontlinjen, 56 luftskibe, 186 balloner og ca. 4.500 mand.

## Statistik
De samlede tab for Luftstreitkräfte under krigen blev opgjort til 8.604 dræbte/forsvundne/tilfangetagne, 7.302 sårede samt tab af 3.126 fly, 546 balloner og 26 luftskibe. Efter krigen blev alle tilbageværende fly destrueret.
På allieret side udgjorde tabene 5.425 fly og 614 balloner.

## Galleri
- Replika af Fokker DR1, der blev fløjet af flyveresset Manfred von Richthofen (den "Røde Baron")
- Allbatros C.VII # C.1283/16
- Fokker D.VII anvendt af Luftstreitkräfte
- Rumpler C.VII G.117
- En Roland D.I

## Eksterne links
- Wikimedia Commons har flere filer relateret til Luftstreitkräfte